# Hadria turquinensis
Hadria turquinensis är en insektsart som beskrevs av Dlabola et Novoa 1976. Hadria turquinensis ingår i släktet Hadria och familjen dvärgstritar. Inga underarter finns listade i Catalogue of Life.